# 有吉熊次郎
有吉 熊次郎（ありよし くまじろう）は、幕末の長州藩士、尊皇攘夷派の志士。熊次郎は通称で、諱は良明、もしくは良朋。本姓は藤原を称し、墓碑の刻字には藤原良明とある。作家有吉佐和子の曾祖父にあたる。

## 生涯
天保13年（1842年）、長州藩士・有吉忠助の次男（近習有吉傳十郎の弟）として生まれる。藩校の明倫館に学んだのち、安政4年（1857年）、16歳の時に土屋蕭海の紹介により吉田松陰の松下村塾に入塾する。ちなみに、渡辺蒿蔵は、有吉に誘われて入塾した。松陰は、「才」の岡部富太郎（子揖）、「実直」の有吉（子徳）、「沈毅」の寺島忠三郎（子大）と評して、この3名を一つのグループとして力にしようと考えている。
安政5年（1858年）、松陰の老中間部詮勝暗殺計画に血盟をしたことから、外叔の白根多助により家に幽閉される。松陰が野山獄に再投獄された際は、その罪状を問うために周布政之助ら重役宅に押しかけた塾生8名の中の一人である。文久元年（1861年）、高杉晋作に随い御番手として江戸へ遊学、桜田の藩邸内にある有備館に入る。
文久2年（1862年）、高杉ら同志と武州金澤（金沢八景）で外国公使を刺殺しようとしたが、計画が事前に藩主世子の毛利定広に伝わったため実行に到らず、謹慎を命ぜられる。謹慎中の同志は御楯組結成の血盟書を作る。この時に血判署名した同志は有吉を含む、高杉、久坂玄瑞、大和弥八郎、長嶺内蔵太、志道聞多、松島剛蔵、寺島、赤禰幹之丞、山尾庸三、品川弥二郎の11名である。
同年、品川御殿山の英国公使館焼き討ちに参加する。
文久3年（1863年）、藩命により航海術を学び、その後京都学習院への出仕を命じられ、京洛での尊攘運動に邁進する。同年、八月十八日の政変により帰国後、久坂、堀真五郎らと山口にて八幡隊を結成する。
元治元年（1864年）の池田屋事件では、吉田稔麿ら同志と会合中に新選組に襲撃されるが、乱闘から長州藩邸に逃げ込み、事件の生き証人としてその悲報を国許に伝える。その際、事件により厳重警戒中の京都を飛脚に変装して出立している。同年、急進派の藩士らと上京、禁門の変（蛤御門の変）において重傷を負い、久坂、寺島らとともに鷹司邸内で自刃する。享年23。
明治24年（1891年）、正五位を追贈された。